# Лакса

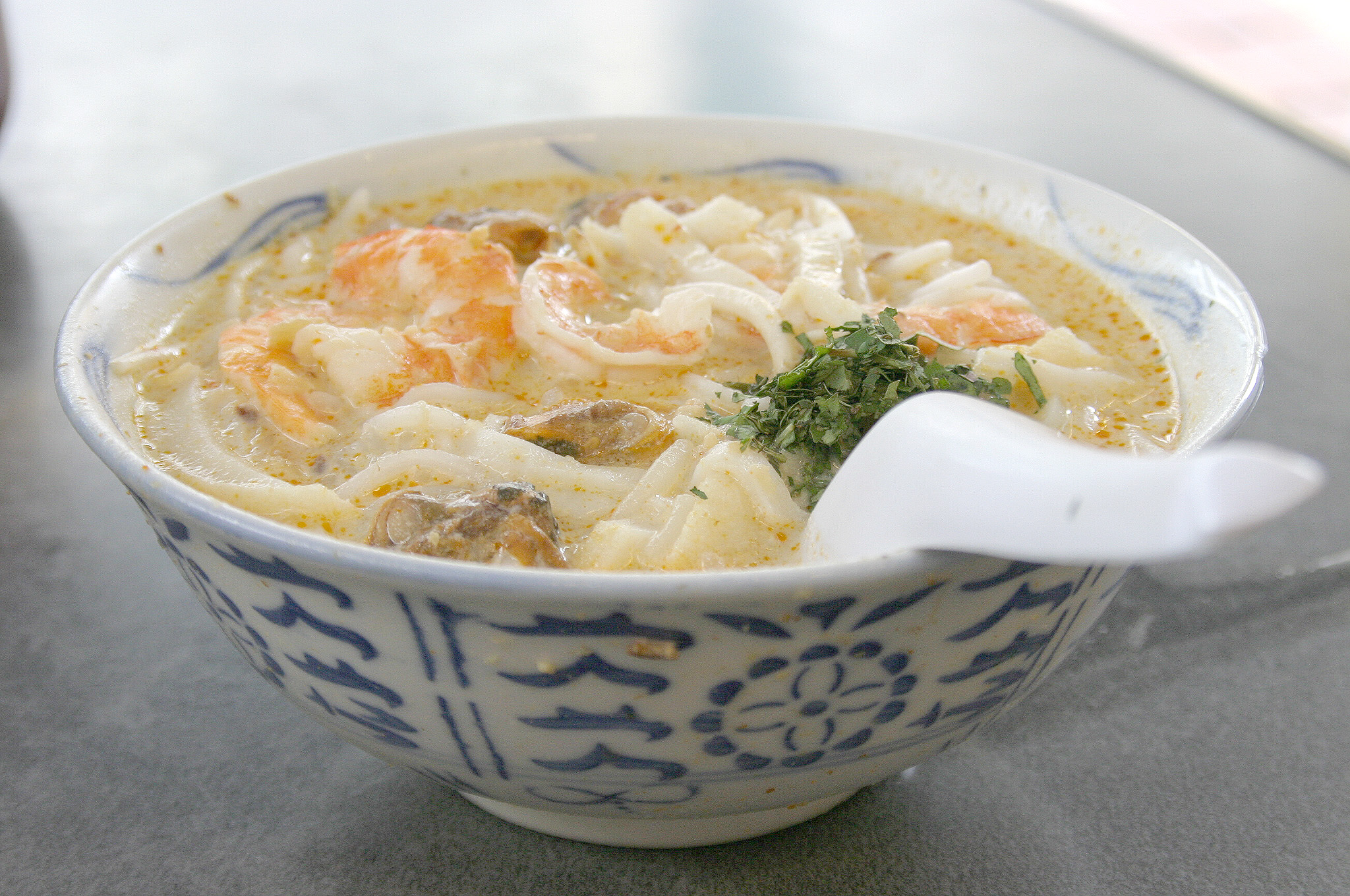

Лакса —  страва перанаканської кухні, поширена в Малайзії, Сінгапурі та Індонезії, що представляє собою гострий суп з локшиною.
Етимологія назви «лакса» невідома. За однією з версій, воно походить від перського «lakhshah», що означає тип локшини, яку використовують для приготування, згідно з іншою — від китайського слова «辣 沙», що означає «гострий пісок», через використання при приготуванні приправи до супу прісноводних креветок.
Основними інгредієнтами супу, крім локшини, є різні морепродукти — риба, креветки, молюски, хоча лакса може готуватися також з куркою. Існує велика кількість регіональних варіантів страви, рецепти яких можуть сильно відрізнятися. Один з них, «асам лакса», рибний суп з локшиною з характерною кислинкою, в 2011 році був поставлений на 7-е місце в списку 50 найсмачніших страв, складеному CNN Go.